# Lyle Talbot
Lyle Talbot, nato Lisle Henderson (Pittsburgh, 8 febbraio 1902 – San Francisco, 2 marzo 1996), è stato un attore statunitense.
Ha recitato in oltre 180 film dal 1931 al 1987 ed è apparso in oltre 130 produzioni televisive dal 1950 al 1987. È stato accreditato anche con il nome Lysle Talbot.

## Biografia
Lyle Talbot nacque a Pittsburgh, in Pennsylvania, l'8 febbraio 1902.
Interpretò il ruolo di Joe Randolph in 71 episodi della serie televisiva The Adventures of Ozzie & Harriet dal 1956 al 1966 e di Paul Fonda in 18 episodi della serie The Bob Cummings Show dal 1955 al 1958.
Morì a San Francisco, in California, il 2 marzo 1996 e fu cremato.

## Filmografia

### Cinema
- The Nightingale (1931)
- Stranger in Town (1931)
- The Clyde Mystery (1931)
- Unholy Love (1932)
- Love Is a Racket, regia di William A. Wellman (1932)
- The Purchase Price, regia di William A. Wellman (1932)
- Miss Pinkerton  (1932)
- Il tredicesimo invitato (The Thirteenth Guest) (1932)
- Klondike (1932)
- Big City Blues, regia di Mervyn LeRoy (1932)
- Three on a Match, regia di Mervyn LeRoy (1932)
- No More Orchids (1932)
- 20.000 anni a Sing Sing (20.000 Years in Sing Sing), regia di Michael Curtiz (1932)
- Uomini nello spazio (Parachute Jumper), regia di Alfred E. Green (1933)
- Recluse (Ladies They Talk About) (1933)
- Girl Missing, regia di Robert Florey (1933)
- Quarantaduesima strada (42nd Street), regia di Lloyd Bacon (1933)
- La seconda aurora (The Life of Jimmy Dolan), regia di Archie Mayo (1933)
- She Had to Say Yes (1933)
- Mary Stevens, M.D. (1933)
- A Shriek in the Night (1933)
- College Coach, regia di William A. Wellman (1933)
- Havana Widows (1933)
- Tanya (Mandalay), regia di Michael Curtiz (1934)
- Heat Lightning (1934)
- Registered Nurse (1934)
- Fog Over Frisco, regia di William Dieterle (1934)
- Return of the Terror (1934)
- The Dragon Murder Case (1934)
- Una notte d'amore (One Night of Love), regia di Victor Schertzinger (1934)
- A Lost Lady, regia di Alfred E. Green e Phil Rosen (1934)
- Murder in the Clouds (1934)
- La sposa nell'ombra (The Secret Bride) (1934)
- Red Hot Tires, regia di D. Ross Lederman (1935)
- While the Patient Slept (1935)
- It Happened in New York (1935)
- Un angolo di paradiso (Our Little Girl), regia di John S. Robertson (1935)
- Chinatown Squad (1935)
- La lampada cinese (Oil for the Lamps of China), regia di Mervyn LeRoy (1935)
- Page Miss Glory, regia di Mervyn LeRoy (1935)
- The Case of the Lucky Legs (1935)
- Broadway Hostess (1935)
- La montagna incatenata (Boulder Dam) (1936)
- The Singing Kid (1936)
- The Law in Her Hands (1936)
- Murder by an Aristocrat (1936)
- Trapped by Television, regia di Del Lord (1936)
- Go West Young Man, regia di Henry Hathaway (1936)
- Mind Your Own Business (1936)
- Affairs of Cappy Ricks (1937)
- What Price Vengeance (1937)
- Three Legionnaires (1937)
- West Bound Limited (1937)
- Mia moglie cerca marito (Second Honeymoon) (1937)
- Change of Heart (1938)
- Call of the Yukon (1938)
- One Wild Night (1938)
- Gateway (1938)
- The Arkansas Traveler (1938)
- I Stand Accused (1938)
- Forged Passport (1939)
- They Asked for It (1939)
- Ho trovato una stella (Second Fiddle) (1939)
- Torture Ship (1939)
- Miracle on Main Street (1939)
- He Married His Wife (1940)
- Parole Fixer (1940)
- She's in the Army (1942)
- Impresa eroica (They Raid by Night) (1942)
- Mexican Spitfire's Elephant (1942)
- Man of Courage (1943)
- The Meanest Man in the World, regia di Sidney Lanfield (1943)
- A Night for Crime (1943)
- Così vinsi la guerra (Up in Arms), regia di Elliott Nugent (1944)
- The Falcon Out West (1944)
- Gambler's Choice (1944)
- Are These Our Parents? (1944)
- Sfolgorio di stelle (Sensations of 1945), regia di Andrew L. Stone (1944)
- Dixie Jamboree (1944)
- Trail to Gunsight (1944)
- The Mystery of the Riverboat (1944)
- One Body Too Many (1944)
- Sensation Hunters, regia di Christy Cabanne (1945)
- Gun Town (1946)
- Murder Is My Business (1946)
- Song of Arizona, regia di Frank McDonald (1946)
- Strana personificazione (Strange Impersonation), regia di Anthony Mann (1946)
- Chick Carter, Detective (1946)
- Strange Journey (1946)
- North of the Border (1946)
- The Vigilante: Fighting Hero of the West (1947)
- Danger Street, regia di Lew Landers (1947)
- Devil's Cargo (1948)
- The Vicious Circle (1948)
- Joe Palooka in Winner Take All (1948)
- Thunder in the Pines (1948)
- Appointment with Murder (1948)
- Parole, Inc. (1948)
- Quick on the Trigger (1948)
- Shep Comes Home (1948)
- Il terrore dell'autostrada (Highway 13) (1948)
- Joe Palooka in the Big Fight (1949)
- Fighting Fools (1949)
- The Mutineers (1949)
- The Sky Dragon (1949)
- Batman and Robin, regia di Spencer Gordon Bennet (1949)
- Mississippi Rhythm (1949)
- Wild Weed (1949)
- Vendetta sul ring (Ringside) (1949)
- The Daltons' Women, regia di Thomas Carr (1950)
- Everybody's Dancin' (1950)
- Johnny One-Eye (1950)
- Botta senza risposta (Champagne for Caesar), regia di Richard Whorf (1950)
- Lucky Losers (1950)
- Federal Man (1950)
- Atom Man vs. Superman (1950)
- Triple Trouble, regia di Jean Yarbrough (1950)
- Big Timber, regia di Jean Yarbrough (1950)
- Border Rangers (1950)
- Cherokee Uprising (1950)
- La fortuna si diverte (The Jackpot) (1950)
- Revenue Agent (1950)
- The Du Pont Story (1950)
- One Too Many (1950)
- Colorado Ambush (1951)
- Blue Blood (1951)
- Abilene Trail (1951)
- Fingerprints Don't Lie (1951)
- Furia del congo (Fury of the Congo) (1951)
- Mask of the Dragon (1951)
- Man from Sonora (1951)
- The Scarf (1951)
- L'isola dell'uragano (Hurricane Island) (1951)
- Varieties on Parade (1951)
- Oklahoma Justice (1951)
- Gold Raiders (1951)
- Caccia all'uomo nella jungla (Jungle Manhunt) (1951)
- Lawless Cowboys (1951)
- Purple Heart Diary (1951)
- Texas Lawmen (1951)
- Stage to Blue River (1951)
- The Old West (1952)
- Texas City (1952)
- La dominatrice del destino (With a Song in My Heart) (1952)
- Donne fuorilegge (Outlaw Women) (1952)
- I fuorilegge del Kansas (Kansas Territory) (1952)
- African Treasure (1952)
- Sea Tiger (1952)
- Montana Incident (1952)
- Untamed Women (1952)
- Feudin' Fools (1952)
- Desperadoes' Outpost (1952)
- Son of Geronimo: Apache Avenger (1952)
- Wyoming Roundup (1952)
- La spia delle giubbe rosse (The Pathfinder) (1952)
- Star of Texas (1953)
- Down Among the Sheltering Palms (1953)
- White Lightning (1953)
- Trail Blazers (1953)
- Glen or Glenda (1953)
- Clipped Wings (1953)
- Le ali del falco (Wings of the Hawk) (1953)
- The Great Adventures of Captain Kidd (1953)
- I senza legge (Tumbleweed) (1953)
- Trader Tom of the China Seas (1954)
- So You Want to Be Your Own Boss (1954)
- Gunfighters of the Northwest (1954)
- Jail Bait (1954)
- Il mostro delle nebbie (The Mad Magician), regia di John Brahm (1954)
- Il tesoro di Capitan Kidd (Captain Kidd and the Slave Girl) (1954)
- Desperado (The Desperado) (1954)
- Tobor - Il re dei robot (Tobor the Great) (1954)
- Two Guns and a Badge (1954)
- Follie dell'anno (There's No Business Like Show Business) (1954)
- The Steel Cage (1954)
- Jail Busters (1955)
- Sudden Danger (1955)
- Calling Homicide (1956)
- The Great Man (1956)
- God Is My Partner (1957)
- The Notorious Mr. Monks (1958)
- Operazione segreta (High School Confidential!) (1958)
- Operazione uranio (The Hot Angel) (1958)
- La città nella paura (City of Fear) (1959)
- Plan 9 from Outer Space (1959)
- Sunrise at Campobello (1960)
- Sonic Boom (1974)

### Televisione
- Dick Tracy – serie TV, 7 episodi (1950)
- The Life of Riley – serie TV, un episodio (1950)
- Front Page Detective – serie TV, un episodio (1951)
- Red Ryder – serie TV, un episodio (1951)
- Hollywood Theatre Time – serie TV, un episodio (1951)
- Squadra mobile (Racket Squad) – serie TV, un episodio (1951)
- Terry and the Pirates – serie TV, un episodio (1952)
- Gang Busters – serie TV, 2 episodi (1952)
- Missione pericolosa (Dangerous Assignment) – serie TV, 9 episodi (1952)
- Space Patrol – serie TV, un episodio (1952)
- Death Valley Days – serie TV, un episodio (1952)
- Le avventure di Rex Rider (The Range Rider) – serie TV, 4 episodi (1952-1953)
- Gianni e Pinotto (The Abbott and Costello Show) – serie TV, episodio 2x06 (1953)
- Crossroad Avenger: The Adventures of the Tucson Kid – film TV (1953)
- Cowboy G-Men – serie TV, 3 episodi (1952-1953)
- I'm the Law – serie TV, un episodio (1953)
- The Roy Rogers Show – serie TV, un episodio (1953)
- Mr. & Mrs. North – serie TV, un episodio (1953)
- Chevron Theatre – serie TV, un episodio (1953)
- Le inchieste di Boston Blackie (Boston Blackie) – serie TV, episodio 2x29 (1953)
- Summer Theatre – serie TV, un episodio (1953)
- Le avventure di Gene Autry (The Gene Autry Show) – serie TV, 4 episodi (1953)
- Topper – serie TV, episodio 1x01 (1953)
- Hopalong Cassidy – serie TV, un episodio (1953)
- Your Jeweler's Showcase – serie TV, un episodio (1953)
- La mia piccola Margie (My Little Margie) – serie TV, un episodio (1953)
- The Revlon Mirror Theater – serie TV, un episodio (1953)
- Cisco Kid (The Cisco Kid) – serie TV, 4 episodi (1950-1954)
- Stories of the Century – serie TV, un episodio (1954)
- Cavalcade of America – serie TV, 2 episodi (1953-1954)
- That's My Boy – serie TV, un episodio (1954)
- The Story of Father Juniper Serra – film TV (1954)
- The Pride of the Family – serie TV, un episodio (1954)
- The Public Defender – serie TV, 3 episodi (1954)
- The Adventures of Kit Carson – serie TV, 3 episodi (1952-1954)
- The Adventures of Falcon – serie TV, 2 episodi (1954)
- The Whistler – serie TV, episodio 1x08 (1954)
- The Joe Palooka Story – serie TV, un episodio (1955)
- Waterfront – serie TV, 5 episodi (1954-1955)
- The Man Behind the Badge – serie TV, un episodio (1955)
- Meet Mr. McNutley – serie TV, un episodio (1955)
- The Pepsi-Cola Playhouse – serie TV, un episodio (1955)
- Buffalo Bill, Jr. – serie TV, un episodio (1955)
- The Man with a Camera – film TV (1955)
- Front Row Center – serie TV, un episodio (1955)
- Stage 7 – serie TV, episodio 1x22 (1955)
- Il cavaliere solitario (The Lone Ranger) – serie TV, 5 episodi (1950-1955)
- Commando Cody: Sky Marshal of the Universe – serie TV, 6 episodi (1955)
- It's a Great Life – serie TV, 2 episodi (1955)
- Crossroads – serie TV, episodio 1x13 (1955)
- Navy Log – serie TV, episodio 1x23 (1956)
- Schlitz Playhouse of Stars – serie TV, un episodio (1956)
- Jane Wyman Presents The Fireside Theatre – serie TV, 2 episodi (1955-1956)
- Private Secretary – serie TV, un episodio (1956)
- The Ford Television Theatre – serie TV, un episodio (1956)
- Le avventure di Rin Tin Tin (The Adventures of Rin Tin Tin) – serie TV, 2 episodi (1955-1956)
- The Millionaire – serie TV, un episodio (1956)
- Wild Bill Hickok (Adventures of Wild Bill Hickok) – serie TV, 4 episodi (1951-1956)
- Annie Oakley – serie TV, 2 episodi (1956)
- The Jack Benny Program – serie TV, un episodio (1956)
- Dr. Christian – serie TV, un episodio (1957)
- Hey, Jeannie! – serie TV, un episodio (1957)
- Men of Annapolis – serie TV, episodio 1x28 (1957)
- Broken Arrow – serie TV, un episodio (1957)
- Scienza e fantasia (Science Fiction Theatre) – serie TV, episodio 2x38 (1957)
- Lux Video Theatre – serie TV, 7 episodi (1953-1957)
- Tales of Wells Fargo – serie TV, un episodio (1957)
- The George Sanders Mystery Theater – serie TV, un episodio (1957)
- Il tenente Ballinger (M Squad) – serie TV, un episodio (1958)
- Suspicion – serie TV, un episodio (1958)
- Studio One – serie TV, un episodio (1958)
- Meet McGraw – serie TV, un episodio (1958)
- Il carissimo Billy (Leave It to Beaver) – serie TV, 2 episodi (1958)
- The George Burns and Gracie Allen Show – serie TV, 7 episodi (1954-1958)
- Perry Mason – serie TV, un episodio (1958)
- Matinee Theatre – serie TV, 3 episodi (1956-1958)
- Flight – serie TV, episodio 1x25 (1958)
- December Bride – serie TV, 6 episodi (1954-1958)
- Pursuit – serie TV, episodio 1x06 (1958)
- The Restless Gun – serie TV, episodi 1x20-2x36 (1958-1959)
- The Bob Cummings Show – serie TV, 18 episodi (1955-1959)
- Cimarron City – serie TV, episodio 1x17 (1959)
- Maverick – serie TV, episodio 2x24 (1959)
- Buckskin – serie TV, un episodio (1959)
- The Ann Sothern Show – serie TV, un episodio (1959)
- Gli uomini della prateria (Rawhide) – serie TV, episodio 1x16 (1959)
- Colt .45 – serie TV, un episodio (1959)
- June Allyson Show (The DuPont Show with June Allyson) – serie TV, episodio 1x16 (1960)
- Carovane verso il west (Wagon Train) – serie TV, 2 episodi (1958-1960)
- Lock-Up – serie TV, episodio 1x32 (1960)
- Richard Diamond (Richard Diamond, Private Detective) – serie TV, un episodio (1960)
- Angel – serie TV, un episodio (1960)
- Surfside 6 – serie TV, episodio 1x06 (1960)
- Hawaiian Eye – serie TV, episodio 2x09 (1960)
- Bonanza – serie TV, episodio 2x16 (1961)
- The Roaring 20's – serie TV, un episodio (1961)
- Carovana (Stagecoach West) – serie TV, episodio 1x22 (1961)
- The Real McCoys – serie TV, un episodio (1961)
- Mister Ed, il mulo parlante (Mister Ed) – serie TV, un episodio (1961)
- Lawman – serie TV, un episodio (1961)
- Make Room for Daddy – serie TV, un episodio (1962)
- 87ª squadra (87th Precinct) – serie TV, un episodio (1962)
- Dennis the Menace – serie TV, un episodio (1962)
- The Wide Country – serie TV, episodi 1x09-1x17 (1962-1963)
- Sotto accusa (Arrest and Trial) – serie TV, episodio 1x02 (1963)
- The Lucy Show – serie TV, 2 episodi (1963)
- Ben Jerrod – serie TV (1963)
- Indirizzo permanente (77 Sunset Strip) – serie TV, episodio 6x18 (1964)
- Petticoat Junction – serie TV, un episodio (1964)
- The Red Skelton Show – serie TV, 5 episodi (1957-1964)
- Polvere di stelle (Bob Hope Presents the Chrysler Theatre) – serie TV, un episodio (1964)
- Vacation Playhouse – serie TV, un episodio (1964)
- Mona McCluskey – serie TV, un episodio (1965)
- La leggenda di Jesse James (The Legend of Jesse James) – serie TV, un episodio (1965)
- I giorni di Bryan (Run for Your Life) – serie TV, episodio 1x08 (1965)
- The Smothers Brothers Show – serie TV, un episodio (1965)
- The Adventures of Ozzie & Harriet – serie TV, 72 episodi (1955-1966)
- Laredo – serie TV, 2 episodi (1965-1966)
- The Beverly Hillbillies – serie TV, 4 episodi (1962-1967)
- Dragnet 1967 – serie TV, un episodio (1968)
- Howdy – film TV (1970)
- Here's Lucy – serie TV, 2 episodi (1970)
- La fattoria dei giorni felici (Green Acres) – serie TV, 3 episodi (1965-1971)
- O'Hara, U.S. Treasury – serie TV, un episodio (1972)
- Adam-12 – serie TV, un episodio (1973)
- Charlie's Angels – serie TV, episodio 3x14 (1979)
- This Is the Life – serie TV, un episodio (1984)
- Hazzard (The Dukes of Hazzard) – serie TV, un episodio (1984)
- A cuore aperto (St. Elsewhere) – serie TV, un episodio (1984)
- 227 – serie TV, un episodio (1985)
- Alfred Hitchcock presenta (Alfred Hitchcock Presents) – serie TV, un episodio (1986)
- Still the Beaver – serie TV, un episodio (1986)
- World Without Walls – film TV (1986)
- Who's the Boss? – serie TV, un episodio (1986)
- Bravo Dick (Newhart) – serie TV, un episodio (1987)